# Raymond (Alberta)
Raymond ist eine Kleinstadt im Warner County im südlichen Alberta, Kanada. Sie liegt südlich von Lethbridge am Alberta Highway 52 und ist bekannt als Veranstaltungsort der Raymond Stampede, des ersten Rodeos in Kanada, das seit 1902 jährlich ausgetragen wird.

## Geschichte
Raymond wurde 1901 von dem Bergbau- und Industriemagnaten Jesse Knight gegründet, welcher die Stadt nach seinem Sohn benannte. Am 1. Juli 1903 erhielt Raymond den Status als Stadt in den Northwest Territories. Etwa zwei Jahre später, am 1. September 1905, wurde Raymond in die neu gegründete Provinz Alberta aufgenommen.

## Demografie
Der Zensus im Jahr 2016 ergab für die Gemeinde eine Bevölkerungszahl von 3.708 Einwohnern, nachdem der Zensus im Jahr 2011 für die Gemeinde noch eine Bevölkerungszahl von 3.742 Einwohnern ergab. Die Bevölkerung hat dabei im Vergleich zum letzten Zensus im Jahr 2011 um 0,9 % abgenommen, während der Provinzdurchschnitt bei einer Bevölkerungszunahme von 11,6 % lag. Im Zensuszeitraum 2006 bis 2011 hatte die Einwohnerzahl in der Gemeinde noch um 16,1 % zugenommen, während sie im Provinzdurchschnitt um 10,8 % zunahm.
Im Jahr 2006 lebten in Raymond auf einer Fläche von 4,75 km² 3.205 Menschen in 1.085 Haushalten. Daraus ergab sich eine Bevölkerungsdichte von 674,1 Einwohnern pro Quadratkilometer. Ein Großteil der Einwohner gehört der Kirche Jesu Christi der Heiligen der Letzten Tage an.